# HMAS Bermagui
HMAS Bermagui (FY81) – trałowiec pomocniczy z okresu II wojny światowej należący do Royal Australian Navy (RAN).

## Historia
Bermagui był wodowany w 1912 w szkockiej stoczni Ailsa Shipbuilding Co Ltd w Troon.
30 października 1939 należący do Illawarra & South Coast Steam Navigation Co Ltd kabotażowiec został wcielony do RAN-u, do służby wszedł 11 grudnia.  W czasie wojny okręt bazował w HMAS „Maitland”
Okręt został uzbrojony w pojedynczą armatę 12-funtową (76,2 mm) umieszczoną na dziobie oraz według jednego źródła dwa karabiny maszynowe Vickers lub według innego w jedno działko Oerlikon 20 mm.
Według niektórych źródeł od 4 stycznia 1944 okręt został przemianowany na minefield tender (okrętu przeznaczonego go naprawy i konserwacji pola minowego), według innych w latach 1944-45 służył na poligonie torpedowym w Broken Bay jako torpedo recovery vessel.
Po zakończeniu wojny okręt został wycofany do rezerwy 23 listopada 1945 i oddany właścicielowi 22 lipca 1946.  Po wojnie statek kilkakrotnie zmienił właściciela, służył głównie do przewozu drewna, od 1961 pływał po rzece Brisbane jako barka żwirowa.  W 1979 statek został zatopiony niedaleko od Tangalooma u brzegów wyspy Moreton.